# Assassin's Creed II
Assassin's Creed II är ett datorspel i Assassin's Creed-serien, utvecklat av Ubisoft Montreal och utgivet av Ubisoft. Spelet är en uppföljare till Assassin's Creed. Historien utspelar sig i Italien under sent 1400-tal i bland annat städerna Florens och Venedig.
Spelet är uppföljaren till Assassin's Creed och kretsar kring historien om Desmond Miles, som har flytt från Abstergos Industries tack vare Lucy Stillman, en av företagets anställda. I ett försök att omintetgöra Abstergos Industries och dess tempelriddare använder Desmond en ny sorts av Animus för att kunna återuppleva hans förfäders genetiska minnen, den här gången från hans förfader Ezio Auditore da Firenze, som levde i Italien under slutet av 1400-talet. Spelaren kontrollerar Desmond, i viss mån, men framförallt Ezio, som i sinom tid blir en framgångsrik lönnmördare. 
Spelet fick en uppföljare vid namn Assassin's Creed: Brotherhood som släpptes 2010. Ytterligare en uppföljare vid namn Assassin's Creed: Revelations gavs ut 2011.

## Handling

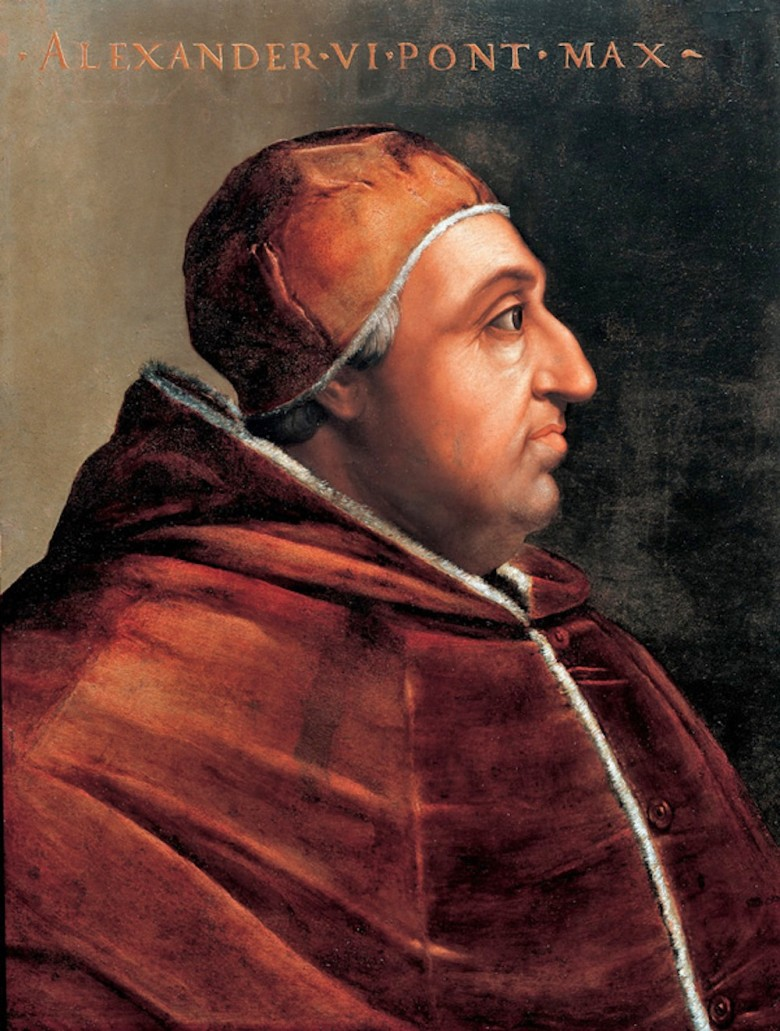
Spelet inkluderar kända personer, om än med delvis fiktiva handlingar, såsom påven Alexander VI.

Huvudpersonen är en man vid namn Ezio Auditore da Firenze, en rik adelsman som väljer att bli lönnmördare för att söka hämnd på de män som ledde hans fader, och hans bröder, till döden. Under spelets gång möter man även historiskt baserade personer, till exempel Leonardo da Vinci som kommer att hjälpa spelaren under Ezios jakt på hämnd. Ezio kommer också att hitta ett andra föremål från Eden, vilket är två av tre delar av Eden.
Ezio hade tre syskon, den äldste brodern Federico, yngste brodern Petruccio och systern Claudia. Federico och Petruccio blev avrättade tillsammans med fadern Giovanni. Ezio, Claudia och modern blev tvungna att fly till farbrodern Mario Auditore i Monteriggioni, där Ezio påbörjade sin träning för att bli den ultimata lönnmördaren. 
Ezio börjar sin hämnd mot familjen de' Pazzi, där han bland annat möter Rodrigo Borgia, som har Edenäpplet i sin ägo, och Emilo Barbarigo, som skulle bli hans nästa motståndare. Ezio tar Edenäpplet från Borgia, men lyckas inte döda honom, då Borgia flyr sin väg. Ezio far vidare mot Venedig och börjar sin hämnd på familjen Barbarigo. Efter det reser han till Forli för att besöka Caterina Sforza vars barn har blivit kidnappade. Ezio befriar Catarinas barn och dödar kidnapparna, bröderna Orsi, men tappar Edenäpplet. Ezio reser tillbaka till Florens för att göra slut på Savonarola som tog Edenäpplet från honom. När Ezio tagit tillbaka Edenäpplet fortsätter han till Rom för att slutföra hämnden på Borgia och möta guden Minerva.

## Gameplay
Nya funktioner i uppföljaren är bland annat att protagonisten både kan ta vapnet ifrån sina motståndare och använda det emot dem, ta sig fram på vattnet genom att simma eller att ro båt, och flyga i Leonardo da Vincis mytomspunna flygmaskin. Nu kan man också utanför Animus 2.0 interagera med Lucy och två nya lönnmördare Shaun Hastings
och Rebecca Crane.

## Rollista
- Roger Craig Smith - Ezio Auditore da Firenze
- Nolan North - Desmond Miles
- Kristen Bell - Lucy Stillman
- Fred Tatasciore - Mario Auditore
- Carlos Ferro - Leonardo da Vinci
- Manuel Tadros - Rodrigo Borgia
- Romano Orzari - Giovanni Auditore da Firenze
- Ellen David - Maria Auditore da Firenze
- Claudia Ferri - Paola
- Angela Galuppo - Claudia Auditore da Firenze
- Elias Toufexis - Federico Auditore da Firenze
- Carlo Mestroni - Antonio de Magianis
- Lita Tresierra - Rosa
- Michel Perron - Uberto Alberti
- Roc LaFortune - Carlo Grimaldi
- Alex Ivanovici - Lorenzo de' Medici/Bartolomeo d'Alviano
- Arthur Grosser - Jacopo de' Pazzi
- Arthur Holden - Emilio Barbarigo
- Danny Wallace - Shaun Hastings
- Eliza Schneider - Rebecca Crane
- Harry Standjofski - Silvio Barbarigo Il Rosso
- Tony Robinow - Marco Barbarigo
- Vito DeFilippo - La Volpe
- Yuri Lowenthal - Vieri de' Pazzi
- Andreas Apergis - Francesco de' Pazzi/Checco Orsi
- Margaret Easley - Minerva
- Nadia Verrucci - Teodora Contanto
- Anne-Marie Baron - Annetta
- Cristina Rosato - Caterina Sforza
- Shawn Baichoo - Niccolò Machiavelli/Antonio Maffei
- Amber Goldfarb - Cristina Vespucci
- Phil Proctor - Warren Vidic